# Alberto Cifuentes
Alberto Cifuentes Martínez (Albacete, España; 29 de mayo de 1979) es un exfutbolista y entrenador español que ocupaba la demarcación de portero y desde octubre de 2024 dirige al C. F. Villanovense de la Segunda Federación.

## Trayectoria como jugador
Fue un guardameta formado en el Albacete Balompié con el que debutó en la temporada 1998-99. Comenzaría una carrera que duraría 22 años de trayectoria profesional, defendiendo las porterías de equipos como R. C. D. Mallorca, Rayo Vallecano, Salamanca C. F., Real Murcia, La Hoya Lorca C. F. o Piast Gliwice, su única experiencia fuera de España.
Llegó al Cádiz C. F. en 2015 procedente del Piast Gliwice polaco, y se convertiría en el guardameta titular en los ascensos logrados a Segunda y Primera División. Disputó 209 partidos con la entidad de la "tazita de plata", incluso llegó a ser ‘Zamora’ en la temporada 2017-18 en la categoría de plata.
El 20 de septiembre de 2020 se estrenó en la élite con 41 años y 114 días en la visita ante la S. D. Huesca con el que mantendría su portería a cero, convirtiéndose en el meta más veterano sin encajar en un partido, quitándole el honor a César Sánchez.
El 5 de octubre de 2020 se anunció que colgaba las botas para formar parte del cuerpo técnico del Cádiz C. F., 15 días después de hacer su debut en Primera División, convirtiéndose en el jugador con mayor edad en debutar en la máxima categoría del fútbol español.
El 14 de febrero de 2021 se convirtió en entrenador del Cádiz Club de Fútbol "B" de la Segunda División B, tras la destitución de Juan Manuel Pavón.
Después de tres años en el filial del Cádiz, el 15 de octubre de 2024 firma por el C. F. Villanovense, de la Segunda Federación.

## Clubes

### Como jugador
| Club                             | País    | Año       |
| -------------------------------- | ------- | --------- |
| Albacete Balompié                | España  | 1998-1999 |
| C. D. Quintanar del Rey (cedido) | España  | 1999      |
| Dos Hermanas C. F.               | España  | 1999-2000 |
| R. C. D. Mallorca "B"            | España  | 2000-2003 |
| R. C. D. Mallorca                | España  | 2003-2005 |
| C. F. Ciudad de Murcia (cedido)  | España  | 2004      |
| Rayo Vallecano                   | España  | 2005-2007 |
| U. D. Salamanca                  | España  | 2007-2009 |
| Real Murcia C. F.                | España  | 2009-2013 |
| La Hoya Lorca C. F.              | España  | 2013-2014 |
| Piast Gliwice                    | Polonia | 2014-2015 |
| Cádiz C. F.                      | España  | 2015-2020 |

### Como entrenador
| Club               | País   | Año       |
| ------------------ | ------ | --------- |
| Cádiz C. F. "B"    | España | 2021-2024 |
| C. F. Villanovense | España | 2024-     |

## Palmarés

### Títulos nacionales
| Título             | Club              | País   | Año     |
| ------------------ | ----------------- | ------ | ------- |
| Segunda División B | Real Murcia C. F. | España | 2010-11 |

### Distinciones individuales
| Distinción                        | Año     |
| --------------------------------- | ------- |
| Trofeo Zamora de Segunda División | 2017-18 |